# Sideburn
Sideburn, vilket betyder polisong, är ett band från Stockholm med rötterna i hårdrockens 70 - och 80-talsgenre. Sideburn har släppt två skivor, Trying to burn the sun (2002) på bolaget Beard of stars (Italien) och The newborn sun (2007) på bolaget Buzzville Records (Belgien). Sideburn har spelat flitigt runt om i Stockholm och en del ute i resten av Sverige och har med nya skivan "The newborn sun" även fått internationell uppmärksamhet. Maj 2010 släppte Sideburn sitt tredje album "The Demon Dance" på Transubstans Records.

## Medlemmar
De ursprungliga medlemmarna på första skivan var: 
- Morgan Zocek - gitarr
- Jani Kataja - bas & sång
- Tor Pentén - trummor

Efter att första skivan hade släppts 2002 tillkom Martin Karlsson på orgel och bas. 2003 så skildes Sideburn från Tor Pentén och Fredrik Broqvist tillkom som ny medlem på trummor. Jani Kataja och Fredrik Broqvist spelar även i Mangrove tillsammans med Magnus Jernström. Mangrove har släppt två album på Transubstans Records, "Endless skies" (2009) och "A Distant Dream of Tomorrow" (2010).